# Alfredo Campagner

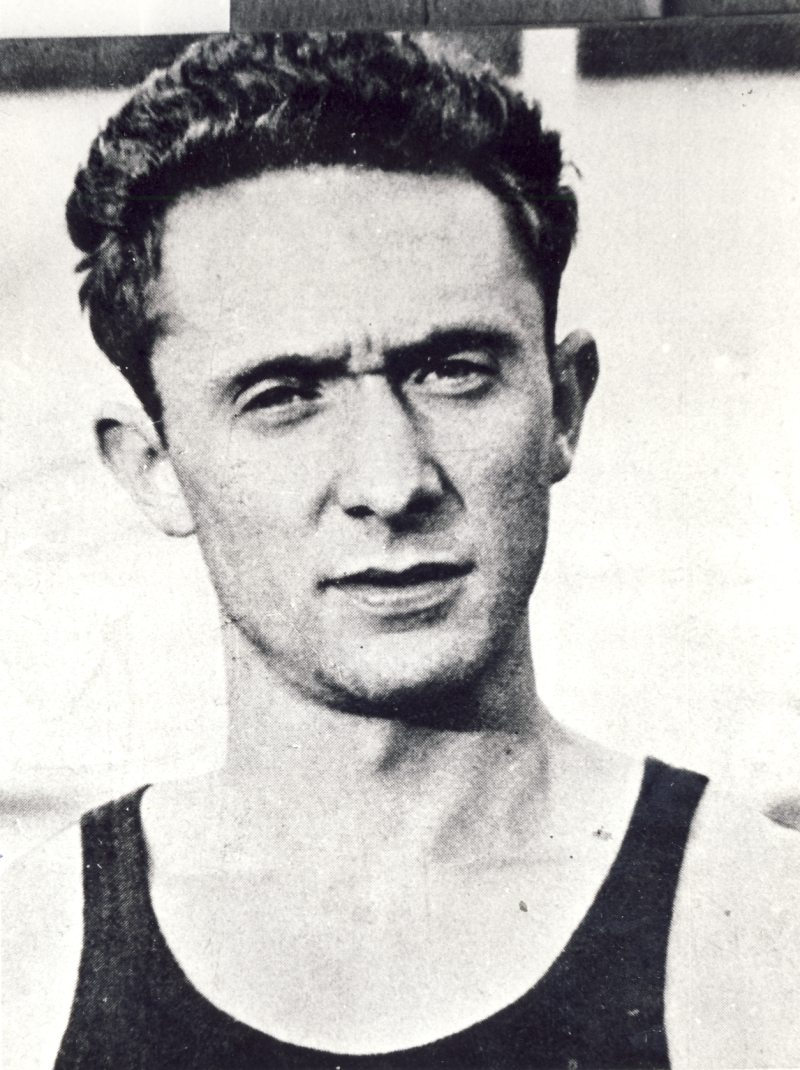
Alfredo Campagner in den 1940er Jahren

Alfredo Campagner (* 11. Oktober 1920; † 15. Oktober 2016) war ein italienischer Hochspringer.
Bei den Leichtathletik-Europameisterschaften 1946 in Oslo wurde er Sechster mit 1,90 m.
Achtmal wurde er italienischer Meister (1940–1943, 1945–1947, 1951). Am 14. Juni 1942 stellte er in Parma mit 1,98 m einen nationalen Rekord auf, der 14 Jahre Bestand hatte.